# Mente ausente
Se conoce como mente ausente al estado en el que tal persona que lo padece muestra una falta de atención o experimenta una leve pérdida de memoria. Existen tres causas diferentes probables:
- Un bajo nivel de atención (mente en blanco o despiste)
- Hiperconcentración sobre un objeto cualquiera que aleja al sujeto de la realidad que le o la rodea
- Distracción involuntaria de cualquier objeto a causa de pensamientos irrelevantes o sucesos que se producen en torno a sí

Es una condición mental por la que cualquiera atraviesa por un periodo leve de atención o se distrae con suma facilidad. No obstante, no se debe confundir con ninguna patología, sino por tratarse de una "desconexión" con la realidad del día a día provocada por diferentes factores: aburrimiento, ensoñación o pensamientos en conflictos internos. La persona que pasa por este proceso, tiende a mostrar lapsos de memoria y con frecuencia no percibe los acontecimientos recientes o en curso.
Las ausencias suelen estar relacionadas con otras condiciones diagnosticadas por los especialistas como: TDAH o depresión. Aun así no afecta al día a día, pero puede ser un inconveniente a largo plazo.